# Gastrodia crassisepala
Gastrodia crassisepala är en orkidéart som beskrevs av Louis Otho Otto Williams. Gastrodia crassisepala ingår i släktet Gastrodia och familjen orkidéer. Inga underarter finns listade i Catalogue of Life.